# Getamech
Getamech (conosciuto anche come Getamej, in armeno Գետամեջ?, fino al 1948 Ketran) è un comune dell'Armenia di 670 abitanti (2009) della provincia di Kotayk'.